# Mammuthus exilis

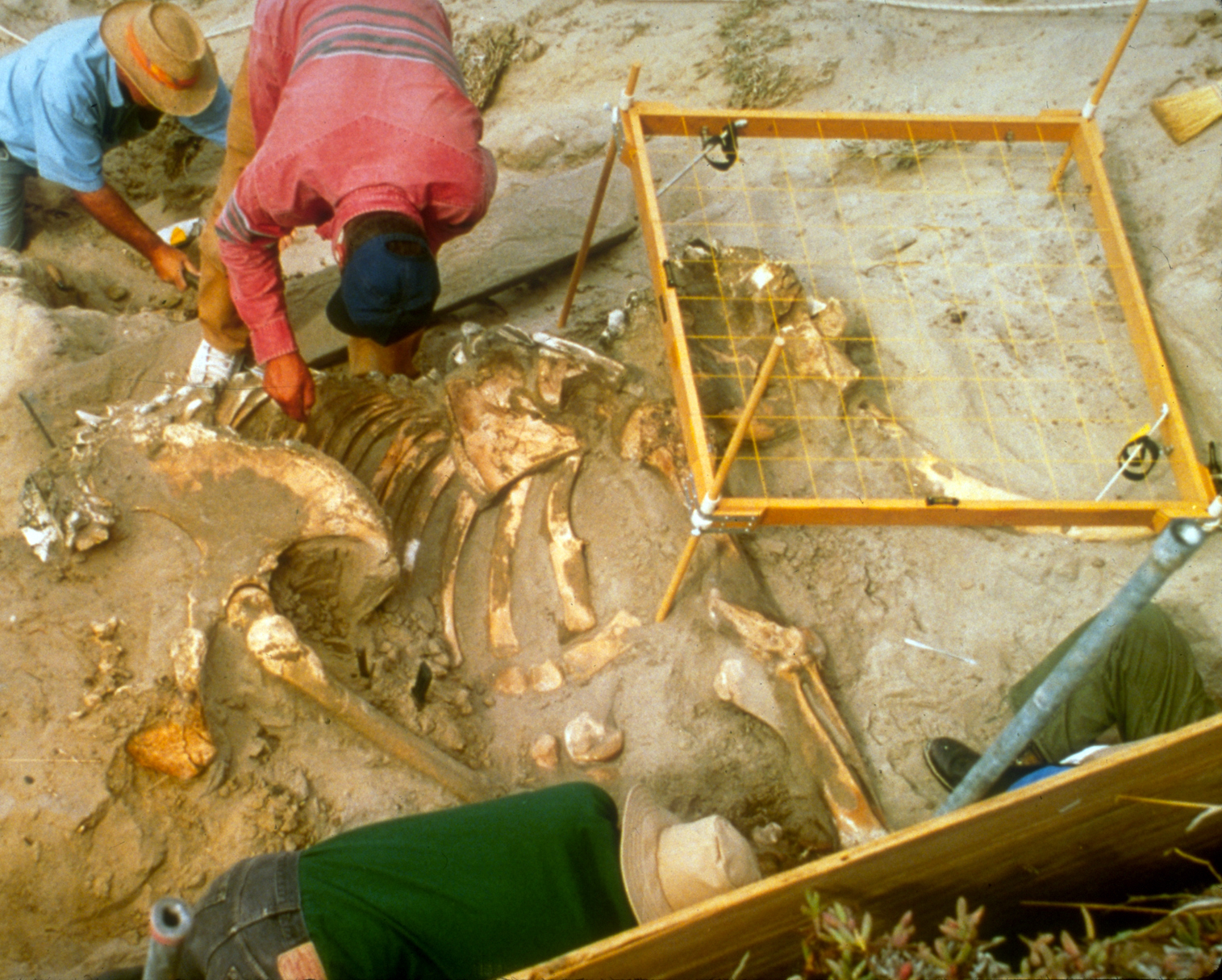
Scavi del ritrovamento all'Isola di Santa Rosa

Il mammut pigmeo, detto anche mammut delle Channel Islands (Mammuthus exilis), era un discendente nano dei Mammut propriamente detti, sia il mammut columbiano che il mammut imperatore.
Il mammut pigmeo viveva su un'isola preistorica chiamata Santa Rosae, formata da gran parte delle attuali Channel islands californiane.
Si ritiene che i progenitori di questi animali giunsero sull'isola attraversando il canale di Santa Barbara circa 22.000 anni fa.
Questi animali misuravano circa 120–180 cm al garrese.
Il mammut pigmeo si estinse circa 12.000 anni fa per una serie di cause concatenate: la caccia da parte delle popolazioni locali, i cambiamenti climatici e soprattutto la perdita dell'habitat a causa dell'innalzamento del livello del mare, che provocò la divisione di Santa Rosa nelle isole di Santa Cruz, Santa Rosa, San Miguel ed Anacapa.